# Associazione Sportiva Seregno 1937-1938
Questa voce raccoglie le informazioni riguardanti  l'Associazione Sportiva Seregno nelle competizioni ufficiali della stagione 1937-1938.

## Rosa
| N. |                   | Ruolo | Calciatore        |
| -- | ----------------- | ----- | ----------------- |
|    | Italia (bandiera) | C     | Albino Argenta    |
|    | Italia (bandiera) | C     | Felice Arienti    |
|    | Italia (bandiera) | A     | Guglielmo Arienti |
|    | Italia (bandiera) | D     | Virginio Ballabio |
|    | Italia (bandiera) | C     | Gino Barzaghi     |
|    | Italia (bandiera) | C     | Attilio Belloni   |
|    | Italia (bandiera) | D     | Oreste Bonacina   |
|    | Italia (bandiera) | P     | Ugo Bottini       |
|    | Italia (bandiera) | D     | Enrico Brustia    |

| N. |                   | Ruolo | Calciatore       |
| -- | ----------------- | ----- | ---------------- |
|    | Italia (bandiera) | A     | Amedeo Cabiati   |
|    | Italia (bandiera) | D     | Federico Colombo |
|    | Italia (bandiera) | C     | Egidio Crippa    |
|    | Italia (bandiera) |       | Giuseppe De Feo  |
|    | Italia (bandiera) | C     | Aldo Ducceschi   |
|    | Italia (bandiera) | A     | Filippo Marelli  |
|    | Italia (bandiera) | D     | Luigi Quarone    |
|    | Italia (bandiera) | C     | Umberto Re       |
|    | Italia (bandiera) | P     | Piero Zappa      |